# Paracontias vermisaurus
Paracontias vermisaurus — вид сцинкоподібних ящірок родини сцинкових (Scincidae). Ендемік Мадагаскару.

## Поширення і екологія
Paracontias vermisaurus відомі з типової місцевості, розташованої на північному сході острова Мадагаскар, в заповіднику Макіра на північному заході регіону Аналанджірофу. Вони живуть у вологих гірських тропічних лісах, на висоті від 1009 до 1034 м над рівнем моря.

## Етимологія
Видова назва назва vermisaurus походить від сполучення слів лат. vermis — черв'як і σαυρος — ящірка, що вказує на зовнішній вигляд цього плазуна.